# 2014年伊斯拉維斯塔槍擊事件
2014年加州伊斯拉維斯塔槍擊事件為发生在美国加利福尼亞大學聖塔芭芭拉分校鄰近社區伊斯拉維斯塔的连环杀人事件。事件發生在太平洋时间2014年5月23日，凶手先在公寓内刺死3人後，驾车到伊斯拉維斯塔社區冲撞行人并且开枪，致使該社區造成3人死亡、13人受伤。凶手后来在警方交火過程中自殺。事後凶手被確認為就讀圣塔芭芭拉城市學院的学生，22歲的艾略特·羅傑。

## 受害者
三名男子被刺死在攻擊者的公寓。受害人分別為20歲的台裔学生James（洪晟元（Cheng Yuan Hong））；19歲的加拿大华裔学生George Chen（陳喬治）以及20歲的中國籍华裔学生Weihan David Wang（王偉漢）。
James與George Chen是攻擊者的室友，警方正在調查Weihan Wang是否也參加室友之間聚會或參觀公寓的殺戮之夜。這三人都是在加州大學聖塔巴巴拉分校（UCSB）唸書的學生。
凶手随后驾车行凶，於聯誼會房子外枪殺22歲的Katherine Cooper和19歲的Veronika Weiss；而20歲的Christopher Michael-Martinez在伊斯拉維斯塔德利超市（Isla Vista Deli Mart）中被枪殺。。另又十三人受傷，其中8人是槍傷，4人是遭受攻擊者的車輛衝撞後外傷，還有1人的傷勢未定。
据报道，共有11位伤员被送往医院。其中4名送往Goleta Valley Cottage Hospital的伤者均已获治疗并已出院。剩下由Santa Barbara Cottage Hospital接收的7名伤者中, 除1名伤者当天已经出院外，有2名伤者目前伤势依然严重，剩下3名伤者的情况已得到控制。

## 凶手
凶手被确认为22歲的艾略特‧羅傑，他出生在英國倫敦，五歲移居至美國。羅傑成長於洛杉磯。他的母親李欽，是馬來西亞华裔，他的父親是英裔美國人，美國電影製片人彼得‧羅傑，其作品包括在「飢餓遊戲」中擔任第二單元助理导演。他的繼母是演員Soumaya Akaaboune。他的祖父是攝影記者喬治‧羅傑。他有一個妹妹和一個年輕的同父異母兄弟。九年級時，艾略特在校被霸凌狀況日漸嚴重，他陳述自己每天都在學校獨自哭泣。在2012年，艾略特說表示自己在這世界上唯一了解他的朋友，在公眾場所上與他斷絕友誼關係，而不給予他任何理由。他在一個健美的網上論壇裡面被描述為“正在醞釀中的連環殺手”，艾略特是该论坛的一個註冊用戶。
根據羅傑家庭律師所敘，艾略特是亞斯柏格症患者，曾接受數名治療師診聊，就讀于聖塔芭芭拉城市學院。但校方表示艾略特已無在校上課。上大學之前，艾略特就讀于名為「Crespi Carmelite High School」的男子天主教高中，但在畢業前離開了學校。就讀高中時期，艾略特曾遭到校園霸凌，他曾經在睡覺時，被其他同學用膠帶把頭纏繞在書桌上。他曾在Youtube、Facebook以及自己名为 Elliot Rodger's Official Blog的部落格上張貼流露出孤獨與被排擠之情感的貼文。他宣稱自己被規定用許多藥。但其持續用藥時間以及其藥物尚不得而知，而在其自述中称其精神病醫師名為Charles Sophy。

### 宣言和影片
他行凶前在网上发表了一百多页的“艾略特·羅傑宣言（Elliot Rodger Manifesto）”，详述自己的成长经历，在宣言中他宣称受到极不公平的待遇，对人类绝望，决心报复社会，杀掉那些之前看不起他的人。还发表数段影片，包括“为什麼女生讨厌我（Why Do Girls Hate Me So Much）”、“艾略特·羅傑的复仇（Elliot Rodger's Retribution）”，表示自己孤独和性压抑，受到社会排斥，质疑为何没有女性对其表示好感。

## 反應
- 加州州長杰瑞·布朗对受难者表示哀悼，对受难者家属表示慰问，说自己“为这起突发性的意外惨剧悲伤”。
- 加州大學第20任校長珍妮特·納波利塔諾在Laney College（英语：Laney College）時發表的一份聲明中說："This is almost the kind of event that's impossible to prevent and almost impossible to predict."
- 兇手生前所活躍之非自願單身群體及相關討論區當中不少激進份子於事發後把他視為「偶像」甚至「聖人」，而且在本案以後出現更多的模仿犯罪案件（其中4年後多伦多面包车袭击事件兇手阿萊克·米納希安更在行兇前向本案兇手「致敬」），引發不少兩性專家及社會其他人士憂慮。

## 外部連結
- Elliot Rodger's Retribution（页面存档备份，存于） via The Sydney Morning Herald, YouTube video being investigated in connection with the shootings
- Transcript of Elliot Rodger's Retribution（页面存档备份，存于） from the Los Angeles Times
- Elliot Rodger's YouTube channel（页面存档备份，存于）
- "My Twisted World" manifesto（页面存档备份，存于） via Scribd
- "My Twisted World" manifesto (PDF) via KABC-TV（英语：KABC-TV）
- Facebook page（页面存档备份，存于）